# 1987 QZ6
1987 QZ6 är en asteroid i huvudbältet som upptäcktes den 22 augusti 1987 av den belgiske astronomen Eric W. Elst vid La Silla-observatoriet.
Asteroiden har en diameter på ungefär 4 kilometer.